# Кулагина, Дарья Алексеевна
Дарья Алексеевна Кулагина (3 марта 1999) — российско-белорусская спортсменка, выступающая в синхронном плавании.

## Карьера
Занимается синхронным плаванием с четырёх лет. Тренировалась в московском клубе «Юность Москвы». Обучается в БГУФК. Тренеры — Елена Терновская, Елена Светличная, Елена Воронова.
На юниорском Чемпионате мира по синхронному плаванию 2014 года заняла первое место в группе, в которую помимо неё входили Анастасия Баяндина, Дарья Баяндина, Валерия Филенкова, Анисия Неборако, Анастасия Кубышина, Евгения Подберёзкина, Анна Волознева.
На первых Европейских играх первенствовала в группе, комбинации и в дуэте с Валерией Филенковой.
В 2017 году в составе юниорской сборной России заняла первое место в фигурной композиции на Чемпионате Европы в Белграде.
В 2018 году на Чемпионате России заняла 3-е место в группе, за месяц до этого став победительницей первенства Москвы в этом виде программы. Позднее присоединилась к сборной Беларуси и получила белорусское гражданство.
В мае 2021 года заняла четвёртое место на Чемпионате Европы в программе дуэтов. В середине июня завоевала олимпийскую лицензию на Игры в Токио, где выступила в дуэте с Василиной Хондошко.